# Fensfjorden
El Fensfjorden es un fiordo ubicado en el límite de las provincias de Hordaland y Sogn og Fjordane en Noruega. Inicia en el Mar del Norte, en las cercanías del faro de Holmengrå y fluye a través de los municipios de Austrheim, Gulen, Lindås y Masfjorden. Finalmente termina en el límite entre los municipios de Masfjorden y Lindås, en donde se bifurca en los fiordos Masfjorden (fluye en dirección noreste hacia Masfjorden) y Austfjorden (fluye en dirección sudeste hacia Lindås).
El ancho varía entre los 3 y 5 km.  El único modo de cruzarlo es mediante un transbordador que une Støvåg, en Gulen, hacia el área industrial de Mongstad en Lindås. Las islas de Byrknesøyna, Mjømna y Sandøyna (así como la zona continental) están del lado norte del fiordo. Hacia el sur está la isla de Fosøyna y la península de Lindås.
Hay un alto tráfico de barcos debido a la refinería de petróleo y al área de Mongstad (en la península de Lindås). El puerto de Mongstad es el puerto más grande de Noruega por tráfico de carga y el mayor puerto petrolífero del norte de Europa. Anualmente hay unos 2000 barcos circulando por el Fensfjorden.